# Jytte Hilden

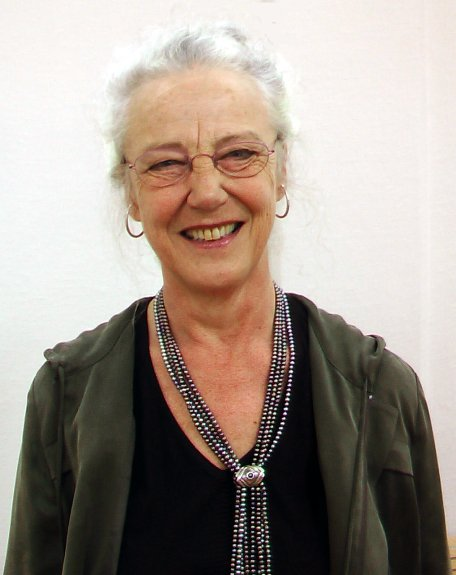
Jytte Hilden (2005)

Jytte Hilden (* 12. September 1942 in Kopenhagen) ist eine dänische sozialdemokratische Politikerin.
Hilden wurde 1978 Gemeindevertreterin in Karlebo und war Mitglied des dänischen Parlaments von 1979 bis 1981 und erneut von 1984 bis 1998. Von 1993 bis 1996 war sie Kulturministerin im Kabinett von Poul Nyrup Rasmussen, und dann bis 1998 Forschungsministerin. 1998 verlor sie ihr Abgeordnetenmandat, trat auch als Ministerin zurück und beendete ihre politische Karriere.
Als streitbare Kulturministerin verantwortete sie den spektakulären Neubau der Königlichen Bibliothek in Kopenhagen: Den Sorte Diamant. Die Titulierung als „schwarzer Diamant“ geht auf Hilden zurück. 1999 wurde sie die erste Kulturchefin dieses Hauses. Nach ihrem Rückzug 2003 blieb sie der Bibliothek als Beraterin erhalten und beteiligte sich an der Ausgabe von Andersens Märchen auf Arabisch, Persisch, Urdu, Somali usw. mit dem Ziel, Einwanderer mit der dänischen Erzähltradition bekannt zu machen.
Hilden hat vier Kinder und war von 1987 bis 2004 mit dem sozialdemokratischen Politiker Mogens Lykketoft verheiratet.

## Bibliographie (dänisch)
- Du spiller en rolle – også en kønsrolle, 1975
- Du skal selv bestemme, 1978
- Tøser og tarzaner, 1980
- »Hilden and the Hackers« eller Velfærdssamfundets anden etape, 1986
- Jytte Hilden, Claus Olsen: Slotsholmen – Magtens ø. Schultz, Alberslund 2006. ISBN 978-87-609-1633-5